# Bonnanaro
Bonnanaro (sardisk: Bunnànnaru) er en by og en kommune (comune) i provinsen Sassari i regionen Sardinien i Italien. Byen ligger i 405 meters højde og har 977 indbyggere (2016). Kommunen har et areal på 21,84 km² og grænser til kommunerne Siligo og Torralba.